# Appeville
Appeville é uma comuna francesa na região administrativa da Normandia, no departamento Mancha. Estende-se por uma área de 13,47 km². Em 2010 a comuna tinha 181 habitantes (densidade: 13,4 hab./km²).